# Friedrich Hesekiel
Friedrich Christoph Hesekiel (* 27. Oktober 1794 in Rehsen; † 14. April 1840 in Altenburg) war ein deutscher lutherischer Theologe.
Hesekiel wurde als Sohn des Pfarrers in Rehsen Johann Christoph Hesekiel und dessen Frau Charlotte Sophie Ellinger geboren. Nachdem er die Schule in Dessau besucht hatte, absolvierte er ein Studium der Theologie an der Universität Wittenberg, der Universität Leipzig und Universität Halle. Während seines Studiums wurde er 1816 Mitglied der Burschenschaft Teutonia Halle. 1818 wurde er Pfarrer an der Moritzkirche in Halle und später Hospitalprediger. Nachdem ihm die theologische Fakultät der Hallenser Hochschule 1830 die Ehrendoktorwürde verliehen hatte, ging er 1834 als Generalsuperintendent und Konsistorialassessor nach Altenburg. Er trat für die Kirchenunion zwischen Lutheranern und Reformierten ein und schrieb religiöse Gedichte und Erbauungsschriften. 1834 wurde ihm die Ehrenbürgerschaft Halles verliehen. Er war Mitglied der Hallenser Freimaurerloge Zu den drei Degen.
Hesekiel war zwei Mal verheiratet. Er war der Vater des Publizisten George Hesekiel und des Generalsuperintendenten Johannes Hesekiel.

## Werke
- Timotheus: Reden an Geistliche. Eine Sammlung amtlicher Ansprachen bei der Einweihung und Einführung in den Beruf des Pfarrers; besonders für jüngere Amtsbrüder, Kandidaten und Theologie-Studierende, Altenburg 1837.
- Blicke auf Halle und seine Umgebungen. Ein Wegweiser für Reisende und zur freundlichen Erinnerung für ehemalige Hallische akademische Bürger, Halle 1824.